# Wellington Phoenix Football Club 2009-2010
Questa voce raccoglie le informazioni riguardanti il Wellington Phoenix Football Club nelle competizioni ufficiali della stagione 2009-2010. 

## Rosa
| N. |                          | Ruolo | Calciatore      |
| -- | ------------------------ | ----- | --------------- |
| 1  | Nuova Zelanda (bandiera) | P     | Mark Paston     |
| 20 | Australia (bandiera)     | P     | Reece Crowther  |
| 4  | Australia (bandiera)     | D     | Jonathan McKain |
| 22 | Australia (bandiera)     | D     | Andrew Durante  |
| 16 | Nuova Zelanda (bandiera) | D     | Dave Mulligan   |
| 3  | Nuova Zelanda (bandiera) | D     | Tony Lochhead   |
| 2  | Malta (bandiera)         | D     | Manny Muscat    |
| 5  | Brasile (bandiera)       | C     | Diego Walsh     |
| 11 | Brasile (bandiera)       | C     | Daniel          |
| 6  | Nuova Zelanda (bandiera) | C     | Tim Brown       |
| 7  | Nuova Zelanda (bandiera) | C     | Leo Bertos      |

| N. |                           | Ruolo | Calciatore       |
| -- | ------------------------- | ----- | ---------------- |
| 18 | Nuova Zelanda (bandiera)  | C     | Ben Sigmund      |
| 10 | Australia (bandiera)      | C     | Michael Ferrante |
| 14 | Australia (bandiera)      | C     | Adrian Caceres   |
| 17 | Australia (bandiera)      | C     | Vince Lia        |
| 13 | Australia (bandiera)      | A     | Troy Hearfield   |
| 9  | Inghilterra (bandiera)    | A     | Chris Greenacre  |
| 21 | Nuova Zelanda (bandiera)  | A     | Marco Rojas      |
| 33 | Cina (bandiera)           | A     | Jiang Chen       |
| 8  | Barbados (bandiera)       | A     | Paul Ifill       |
| 15 | Costa d'Avorio (bandiera) | A     | Eugène Dadi      |